# Sumov Atlético Clube
Sumov Atlético Clube è una squadra brasiliana di club di calcio a 5 della città di Fortaleza, Ceará, che è stata a lungo considerata la più forte formazione di futsal del Brasile. La sua sede è presso il Ginásio Aécio de Borba, ottenuto dalla prefettura municipale in regime di comodato per le attività sportive da esso realizzate.

## Storia
Il Sumov fu fondato il 12 agosto 1965, inizialmente mantenuto dalla Superintendência Municipal de Obras e Viação (SUMOV) della prefettura di Fortaleza, nel periodo in cui diventò la squadra con più vittorie nella Taça Brasil de Futsal, vincendo cinque edizioni del prestigioso trofeo in soli 15 anni.
Attualmente, la squadra vive un momento di seria crisi finanziaria che è cominciata quando la soprintendenza Municipale fu estinta nel 1997 e la prefettura municipale smise di patrocinare economicamente la formazione, a partire dall'anno 2000. Tuttavia la squadra ebbe ugualmente la forza di vincere la sua ultima Coppa del Brasile nel 2001, la sua sesta, vinta grazie alla collaborazione ed al contributo della Universidade de Caxias do Sul.

## Titoli
- 6 Taça Brasil: 1972, 1978, 1980, 1982, 1986 e 2001.
- 2 Sudamericano de Fútbol de Salón: 1976 e 1980.
- 22 Campeonato Estadual masculino (Ceará): 1970, 1971, 1972, 1976, 1977, 1978, 1980, 1981, 1982, 1983, 1984, 1985, 1987, 1991, 1992, 1993, 1994, 1995, 1996, 1997, 1998 e 2000.
- 2 Campeonato Estadual feminino (Ceará): 2001 e 2005.
- 4 Campeonato Metropolitano: 1992, 1996, 1997 e 2003.